# Avión parásito

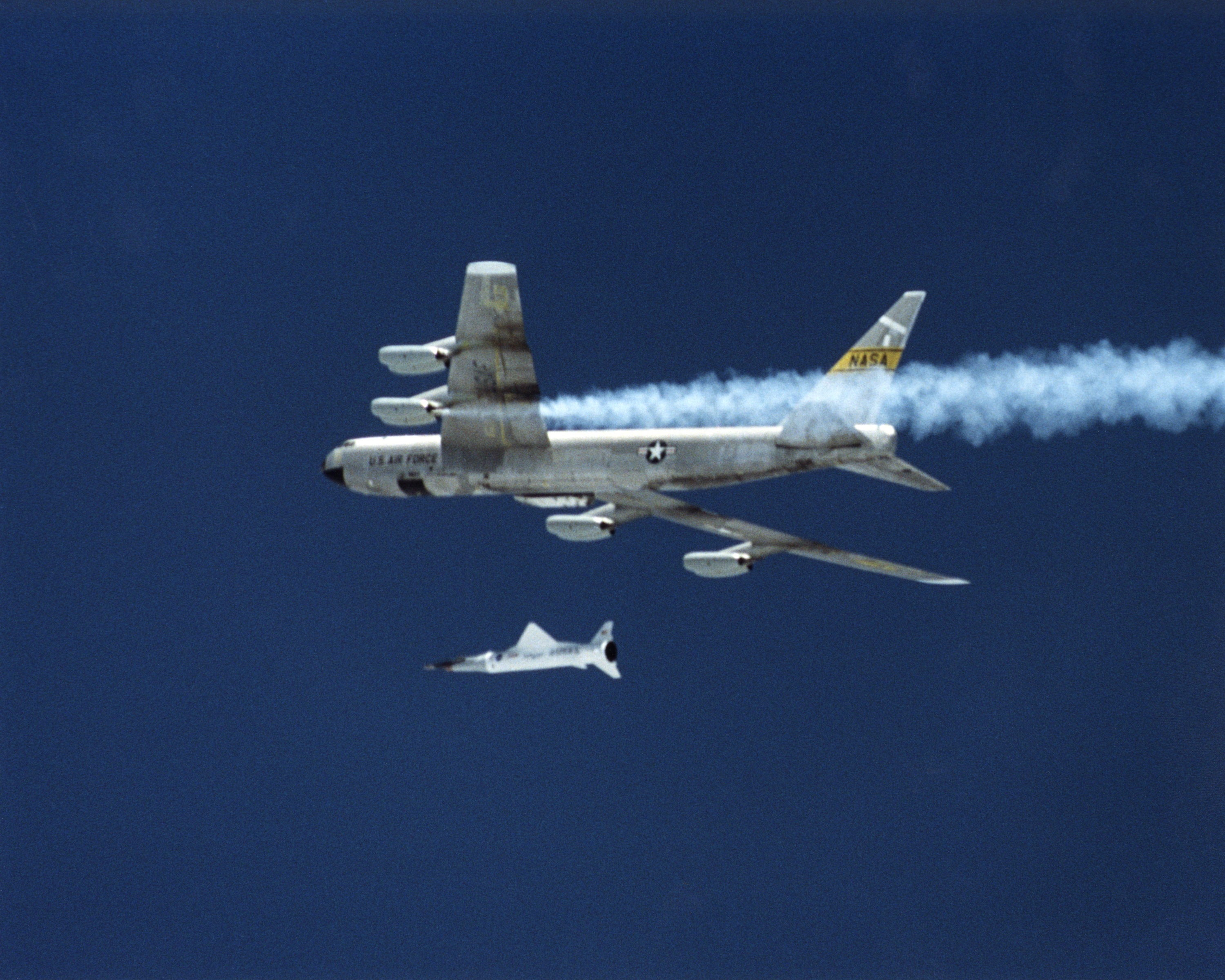
El NASA X-43A (avión parásito) siendo lanzado desde debajo del ala de un B-52 Stratofortress (avión nodriza) de la NASA.

Un avión parásito es un avión que es transportado y lanzado en el aire por otra aeronave que actúa como nave nodriza.

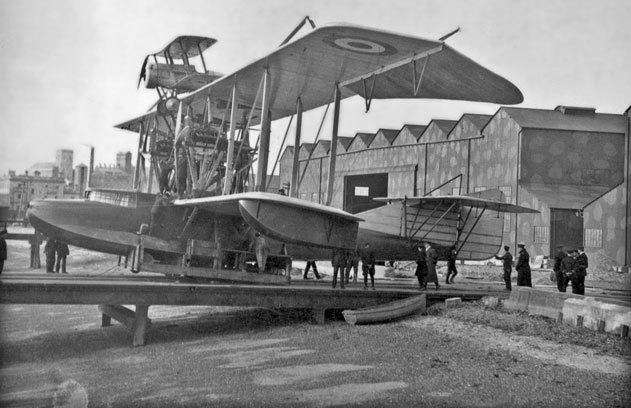
Bristol Scout arriba, como avión parásito en un hidro Porte Baby.

El primer uso de un avión parásito fue en 1916, cuando los británicos usaron un caza Bristol Scout en vuelo desde un Felixstowe Porte Baby, un gran hidroavión de la época. Posteriormente esto se desarrolló en la idea de que grandes bombarderos portarían aviones de caza totalmente capaces, en algunos casos, de regresar a su nave nodriza. Según se fueron incrementando las capacidades de los cazas, esta idea fue vista como menos necesaria.

## Galería

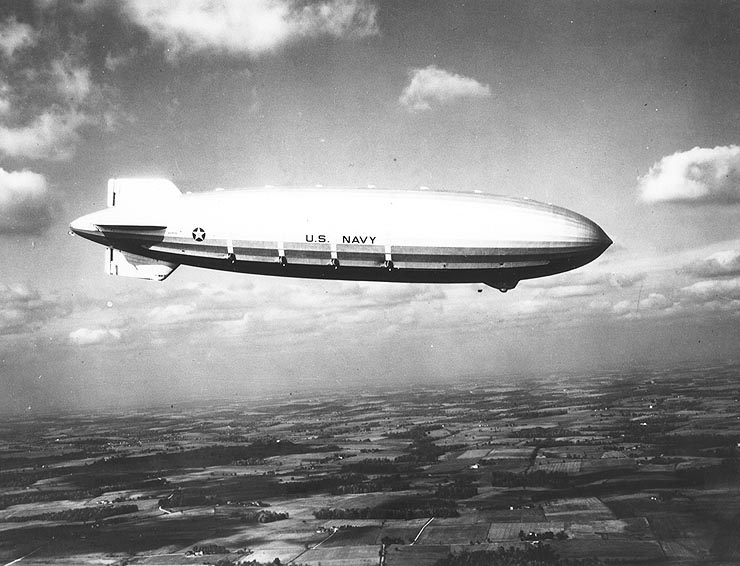
El dirigible Akron en vuelo, noviembre de 1931.
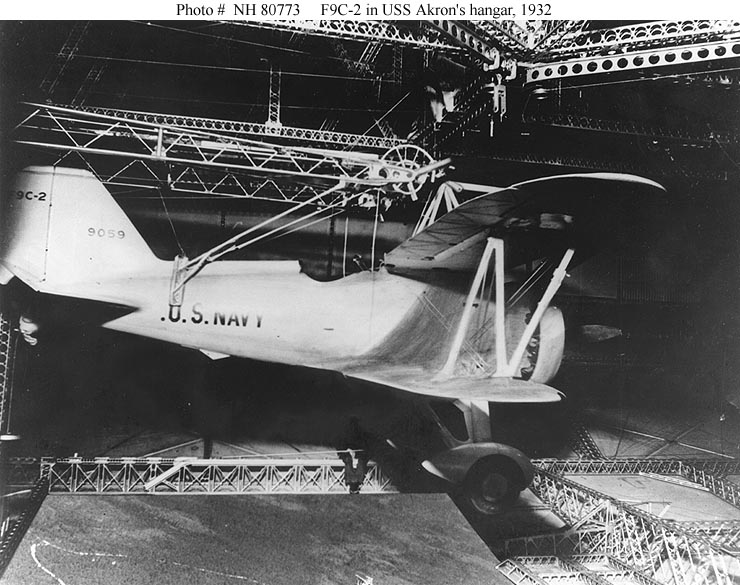
F9C Sparrowhawk dentro del hangar del Akron.
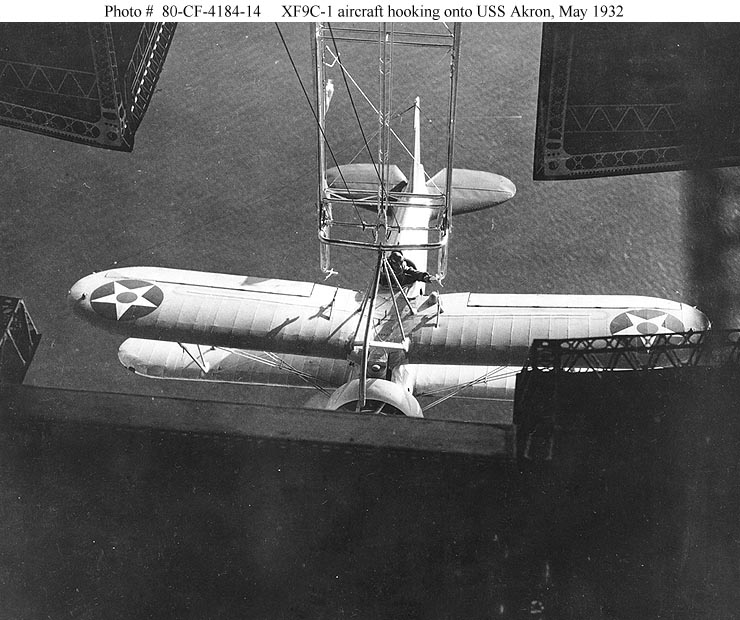
F9C Sparrowhawk tras regresar con éxito al trapecio del Akron, mayo de 1932.
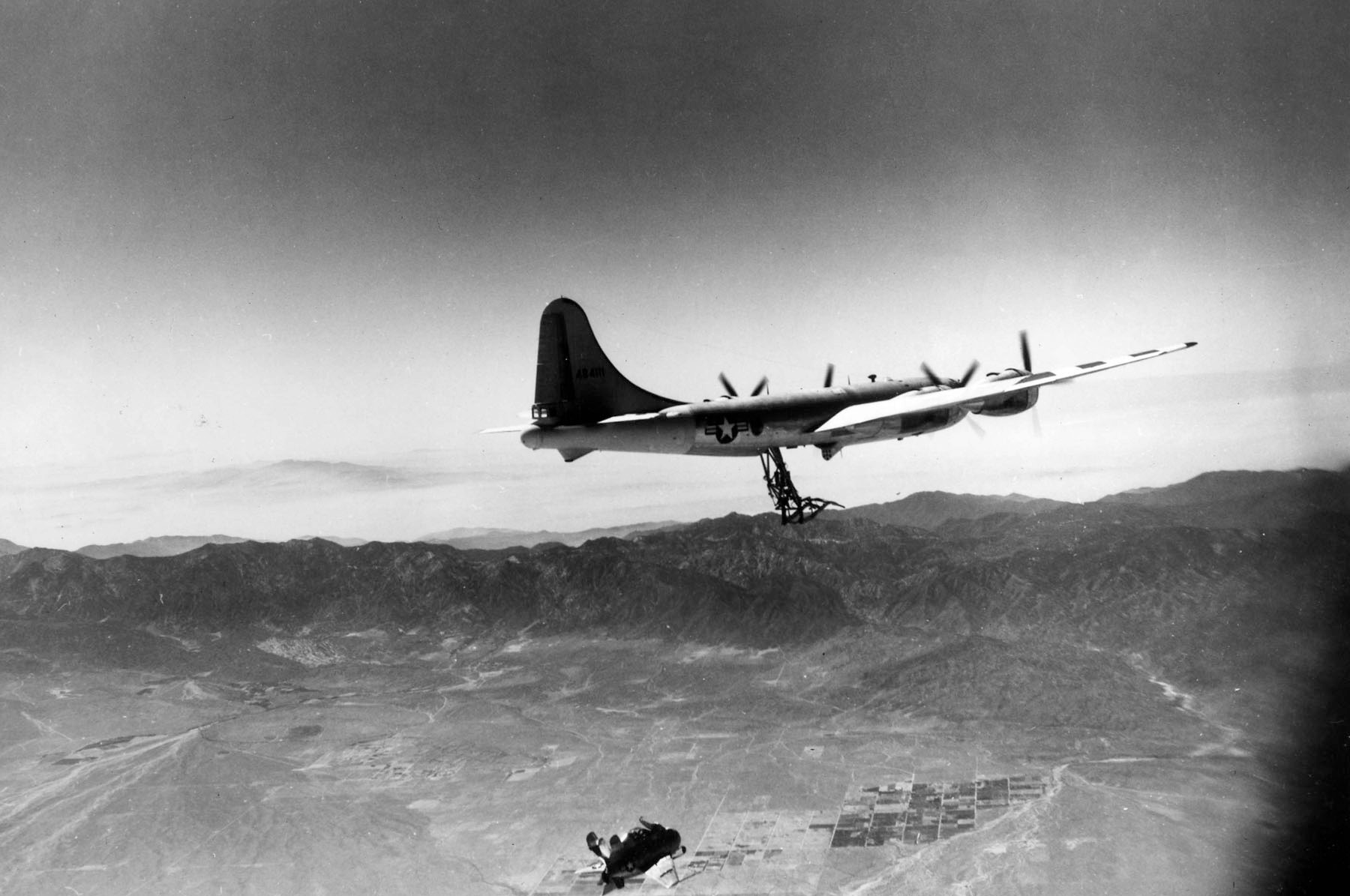
Boeing EB-29 con el trapecio FIghter CONveyer (FICON) desplegado para recuperar el caza parásito McDonnell XF-85 Goblin, situado debajo de este.
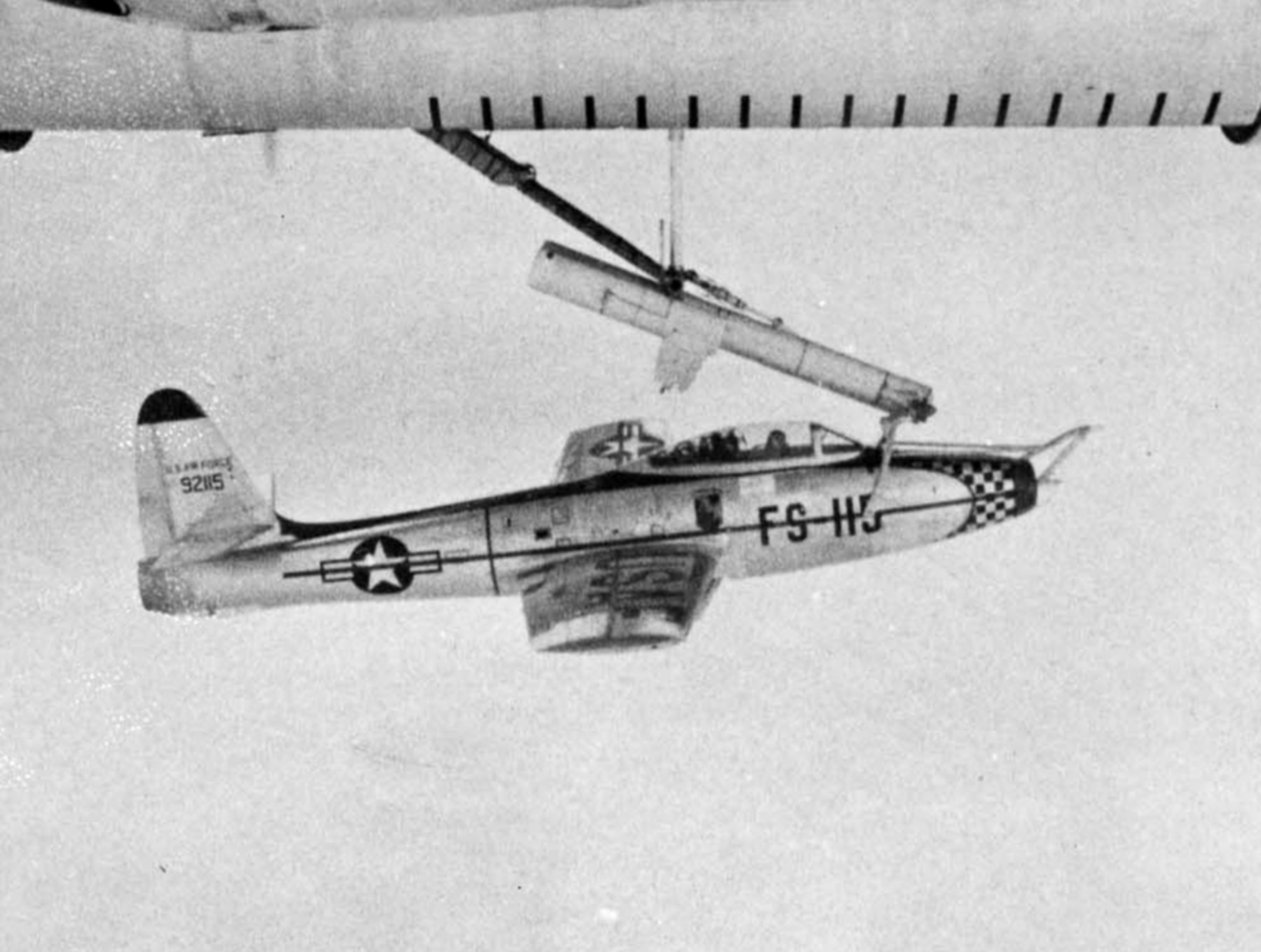
Un caza Republic F-84E en el trapecio FICON.
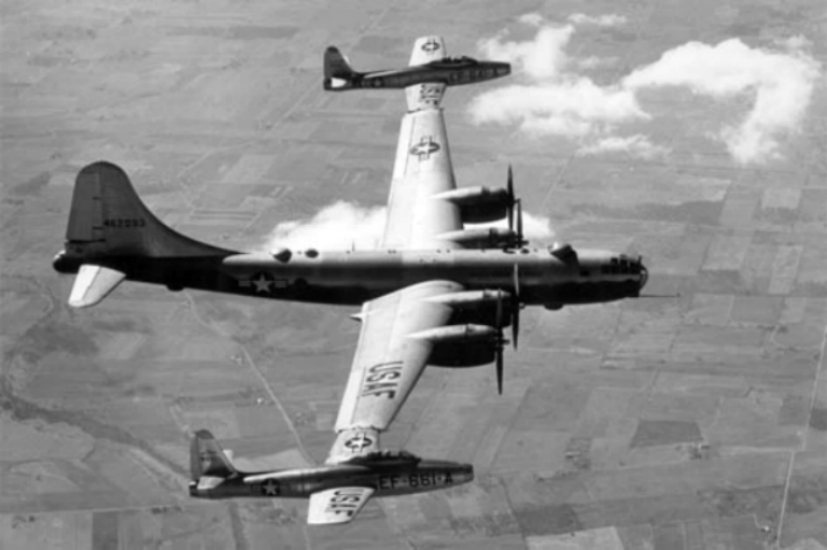
Proyecto Tom Tom: Boeing B-50 con dos cazas Republic F-84 Thunderjet
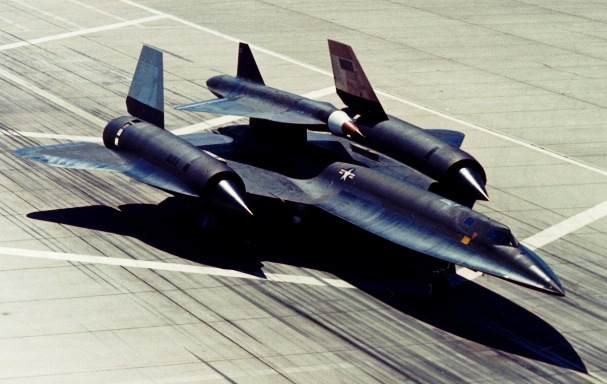
Lockheed D-21/M-21.